# Іжіповце
Іжіповце (словац. Ižipovce) — село, громада округу Ліптовський Мікулаш, Жилінський край, регіон Ліптов. Кадастрова площа громади — 2,64 км².
Населення 85 осіб (станом на 31 грудня 2018 року).

## Історія
Іжіповце згадується 1286 року.

## Населення
| Рік:            | 1994. | 2004.    | 2014.   | 2024.   |
| --------------- | ----- | -------- | ------- | ------- |
| Кількість осіб: | 93    | 83       | 91      | 98      |
| Різниця:        |       | -10,75 % | +9,63 % | +7,69 % |

| Рік:            | 2023. | 2024.   |
| --------------- | ----- | ------- |
| Кількість осіб: | 97    | 98      |
| Різниця:        |       | +1,03 % |